# Dubbelt Willinge (1720-1811)
Dubbelt Willinge (Peize, 2 januari 1720 - aldaar, 11 juli 1811) was een Nederlandse bestuurder in Drenthe.
Willinge was een zoon van de gedeputeerde van Drenthe Jan Willinge en Margreta Crans. Willinge studeerde rechten aan de universiteit van Groningen en promoveerde aldaar in 1742. Hij was van 1751 tot 1773 schulte van Eelde. Willinge was ette voor het dingspel Noordenveld. In 1773 werd hij benoemd tot gedeputeerde van Drenthe.
De patriot Carel de Vos van Steenwijk karakteriseerde Willinge als een man met een goed oordeel en veel kennis van de Drentse zaken. Hij was, aldus De Vos van Steenwijk wat hups van aard en wat afstandelijk. Ofschoon Willinge de patriottische zaak was toegedaan was hij op sommige momenten te bang om zijn ambt te verliezen, hoewel hij genoeg geld bezat. Op cruciale momenten toonde hij onvoldoende moed om de patriotten voluit te steunen.
Dubbelt Willinge woonde zijn hele leven, ook toen hij schulte van Eelde was, in het door zijn vader gebouwde huis in Peize. Na zijn overlijden in 1811 erfde zijn neef Berend Willinge Kymmell  dit herenhuis, dat daarom ook het Kymmellhuis te Peize werd genoemd.
In Eelde kocht Willinge in 1755 de havezate Ter Borch. Hij verhuurde de oorspronkelijke havezate en liet het recht van havezate verleggen op een op het landgoed  gelegen keuterij en verkocht die door aan de drost van Drenthe, Alexander Carel van Heiden.